# Litoprosopus haitiensis
Litoprosopus haitiensis là một loài bướm đêm trong họ Erebidae.